# Merluccius australis
Il nasello australe o merluzzo australe (Merluccius australis  (Hutton, 1872)) Regolamento (CE) N. 216/2009, è un pesce osseo marino appartenente alla famiglia Merlucciidae. Non va confuso con Macruronus novaezelandiae.

## Descrizione
L'aspetto di questo pesce è simile a quello degli altri membri del genere Merluccius come il nasello mediterraneo ed europeo. In questa specie le pinne pettorali sono piuttosto lunghe e strette ma raggiungono l'origine della pinna anale solo negli individui di taglia minore di 50 cm. Il corpo è molto snello e allungato rispetto agli altri Merluccius. La colorazione è grigio argentea, argentea chiara nella regione ventrale.
La taglia massima nota è di 155 cm. La taglia media è di 80 cm.

## Distribuzione e habitat
Questa specie popola le acque temperate e fredde dell'emisfero australe e forma due popolazioni distinte una al largo della Nuova Zelanda e una nelle acque della parte meridionale dell'America del sud, sia sulla costa atlantica che pacifica. Non si trova a nord del 33º parallelo sud. Nella acque neozelandesi si incontra a profondità comprese tra 415 e 1000 m mentre in quelle sudamericane vive a profondità minori, tra 62 e 800 metri. Si crede che gli esemplari adulti affrontino migrazioni estive verso sud per scopi alimentari e che ritornino nelle più temperate acque settentrionali per la riproduzione invernale.

## Biologia
Vive fino a 30 anni.

### Alimentazione
Predatore. Le popolazioni sudamericane cacciano principalmente Micromesistius australis, Macruronus novaezelandiae, Nototheniidae e calamari, quelle neozelandesi si nutrono di gadiformi, eufausiacei, calamari e organismi del benthos.

### Riproduzione
La maturità sessuale viene raggiunta a una lunghezza di 85 cm per le femmine e di 65 cm per i maschi. Le popolazioni sono composte per la maggior parte da femmine, con una percentuale molto bassa di maschi. La riproduzione avviene in inverno, con una durata della stagione nuziale diversa a seconda della latitudine.

## Pesca
Si tratta di una specie di grande importanza per la pesca commerciale. Viene catturata con reti a strascico e commerciata fresca, congelata e sotto forma di farina di pesce. Gli stati che catturano le maggiori quantità sono Cile e Nuova Zelanda.